# Kelly Youga
Kelly Alexandre Youga (Bangui, República Centroafricana, 22 de septiembre de 1985), futbolista centroafricano. juega de Defensor y su club es el Jura Sud Lavans de la Championnat National 2 de Francia, también es internacional con la Selección de fútbol de República Centroafricana.

## Selección nacional
Es internacional con la Selección de fútbol de República Centroafricana, debutó el 2 de febrero de 2012 en un partido contra la Selección de fútbol de Botsuana por la Clasificación de CAF para la Copa Mundial de Fútbol de 2014, donde el conjunto centroafricano ganó con un resultado de 2-0, ha jugado 13 partidos internacionales.

## Clubes
| Club                                | País       | Año               |
| ----------------------------------- | ---------- | ----------------- |
| Olympique Lyon                      | Francia    | 2004-2005         |
| Bristol City                        | Inglaterra | 2005              |
| Charlton Athletic                   | Inglaterra | 2005-2007         |
| Bradford City                       | Inglaterra | 2007              |
| Scunthorpe United                   | Inglaterra | 2007-2008         |
| Charlton Athletic                   | Inglaterra | 2008-2011         |
| Yeovil Town                         | Inglaterra | 2012- 2012        |
| Ipswich Town Football Club          | Inglaterra | 2012 - 2013       |
| Association Football Club Wimbledon | Inglaterra | 2013- 2013        |
| Qingdao Huanghai                    | China      | 2014 - 2015       |
| Crawley Town Football Club          | Inglaterra | 2015 - 2015       |
| Jura Sud Lavans                     | Francia    | 2017- Actualmente |